# تيكن 2
تيكن 2 (بالإنجليزية: Tekken 2)‏ (باليابانية: 鉄拳2) ، هي الجزء الثاني من سلسلة لعبة القتال الشهيرة تيكن . صدرت لأول مرة لأجهزة الآركيد في عام 1995، وصدرت في وقت لاحق للبلاي ستيشن في عام 1996.

## وصلة خارجية
- تيكن 2 على موقع IMDb (الإنجليزية)
- الموقع الرسمي